# Lantbert von Deutz

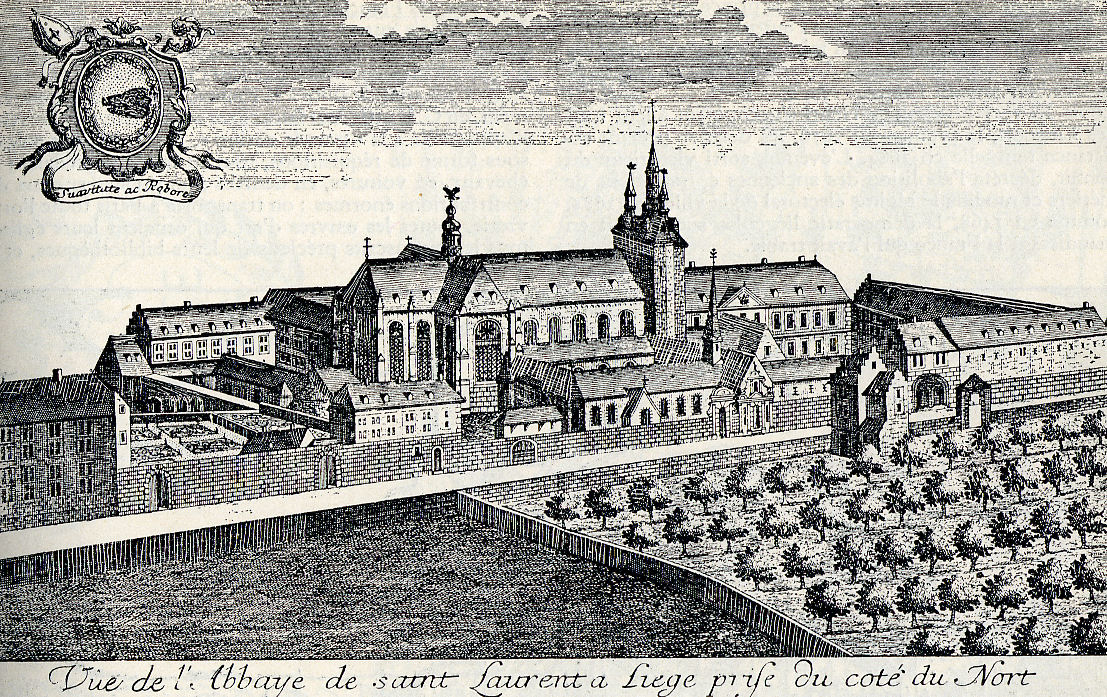
Lantberts Heimatkloster Saint-Laurent in Lüttich (Darstellung aus dem 17. Jahrhundert)

Lantbert von Deutz (lat. Lantbertus Tuitiensis; † 26. September 1069 in Lüttich) war ein Hagiograph und Dichter.

## Leben
Lantbert, über dessen genaues Geburtsjahr nichts bekannt ist, wurde in seiner Jugendzeit Mönch im Lütticher Benediktinerkloster Saint-Laurent, dem ab 1026 sein Onkel Stephan als Abt vorstand. Als Schüler Adelmanns von Lüttich verfasste Lantbert dort bereits 22 kleinere Gedichte und Epitaphien. In den frühen vierziger Jahren des 11. Jahrhunderts wechselte Lantbert in den Konvent der Abtei Deutz; deren Stifter Erzbischof Heribert von Köln steht im Mittelpunkt seines hagiographischen Hauptwerks.
Lantberts durchgängig in kunstvoller Reimprosa gehaltene, in 12 lectiones gegliederte Vita sancti Heriberti, die zwischen 1046 und 1056 entstand, und seine im Anschluss daran in gleichem Stil ebenfalls in Deutz niedergeschriebenen Miracula sancti Heriberti, eine Mirakelsammlung in 42 Kapiteln, sollten der bereits kurz nach Heriberts Tod 1021 in Deutz greifbaren Verehrung Heriberts als Heiligem literarischen und liturgischen Ausdruck verleihen.

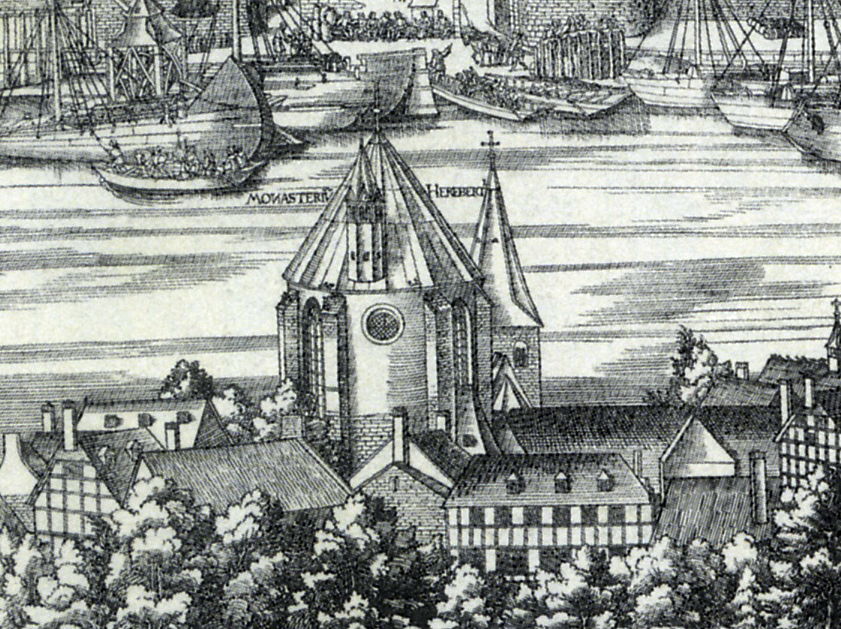
Lantberts Wirkungsstätte, das Deutzer Heribertskloster (Holzschnitt aus dem 16. Jahrhundert)

Zu diesem Zweck schrieb Lantbert in Deutz auch weitere liturgische, größtenteils neumierte Texte und Gedichte auf Heribert, darunter ein vollständiges Heribertsoffizium in teils leoninisch gereimten Hexametern, zwei Hymnen in fünf sapphischen bzw. sechs jambischen Strophen und eine zehnstrophige Sequenz mit acht reduplizierenden Doppelstrophen.
1060 wurde Lantbert Nachfolger seines Onkels als Abt von Saint-Laurent. Dort verfasste er bis zu seinem Tod 1069 weitere neumierte liturgische Texte, unter anderem auf den heiligen Hadelin, den Gründer der Abtei Celles bei Dinant, und eine Sequenz auf seinen Namenspatron, den heiligen Lambert von Lüttich.
Lantberts Vita Heriberti und Teile der Miracula Heriberti fanden im Rheinland recht breite Rezeption, unter anderem in der Heribertsvita Ruperts von Deutz und in rheinischen Erweiterungen der Legenda aurea. Neben Ruperts Heribertsvita diente auch Lantberts Werk als Vorlage für die bildliche Ausgestaltung des um 1175 vollendeten Heribertschreins.

## Werkausgabe
- Lantbert von Deutz: Vita Heriberti, Miracula Heriberti. Gedichte, Liturgische Texte, hg. von Bernhard Vogel (MGH SS rer. Germ. in usum schol. 73), Hannover 2001, ISBN 3-7752-5473-0. (auch online bei MGH Digital).